# Max Strus
Max Strus, né le 28 mars 1996 à Hickory Hills dans l'Illinois, est un joueur américain de basket-ball évoluant aux postes d'arrière et ailier.

## Biographie

### Carrière

#### Celtics de Boston/Bulls de Chicago (2019-2020)
Après une dernière saison universitaire réussie sous les couleurs des Blue Demons de DePaul avec notamment des moyennes de 20,1 points inscrits et 5,9 rebonds pris, il est automatiquement éligible pour la draft 2019. Il n'est pas sélectionné, mais signe, le 19 juillet 2019, un contrat two-way d'une saison en faveur des Celtics de Boston. Le 13 octobre 2019, son contrat two-way est transformé en contrat de deux saisons non garanties. Le 19 octobre 2019, il est coupé par la même franchise.
Le 22 octobre 2019, il signe un contrat two-way avec les Bulls de Chicago.

#### Heat de Miami (2020-2023)
Le 18 décembre 2020, Strus signe un contrat two-way avec le Heat de Miami.
En août 2021, il s'engage à nouveau avec le Heat de Miami pour deux saisons.

#### Cavaliers de Cleveland (depuis 2023)
En juillet 2023, il signe une extension de 63 millions de dollars sur quatre saisons avec le Heat, puis, il est transféré aux Cavaliers de Cleveland via un échange à trois équipes impliquant aussi les Spurs de San Antonio.

## Palmarès
- Champion de la Conférence Est en 2023 avec le Heat de Miami.

## Statistiques

### Universitaires
| Saison              | Équipe              | Matchs   | Titul.   | Min./m   | % Tir    | % 3pts   | % LF     | Rbds/m.  | Pass/m.  | Int/m.   | Ctr/m.   | Pts/m.   |
| ------------------- | ------------------- | -------- | -------- | -------- | -------- | -------- | -------- | -------- | -------- | -------- | -------- | -------- |
| 2014-2015           | Lewis (en)          | 31       | 31       | 28,8     | 52,1     | 35,2     | 77,3     | 5,26     | 2,23     | 1,55     | 0,77     | 13,29    |
| 2015-2016           | Lewis               | 33       | 33       | 36,2     | 45,5     | 36,0     | 82,3     | 8,42     | 3,55     | 1,18     | 0,79     | 20,18    |
| 2016-2017           | DePaul              | Redshirt | Redshirt | Redshirt | Redshirt | Redshirt | Redshirt | Redshirt | Redshirt | Redshirt | Redshirt | Redshirt |
| 2017-2018           | DePaul              | 31       | 31       | 35,6     | 40,8     | 33,3     | 80,3     | 5,65     | 2,74     | 1,29     | 0,52     | 16,81    |
| 2018-2019           | DePaul              | 35       | 35       | 37,4     | 42,9     | 36,3     | 84,2     | 5,91     | 2,20     | 0,94     | 0,49     | 20,14    |
| Carrière (NCAA DI)  | Carrière (NCAA DI)  | 66       | 66       | 36,6     | 42,0     | 35,0     | 82,5     | 5,79     | 2,45     | 1,11     | 0,50     | 18,58    |
| Carrière (NCAA DII) | Carrière (NCAA DII) | 64       | 64       | 32,6     | 47,9     | 35,7     | 80,7     | 6,89     | 2,91     | 1,36     | 0,78     | 16,84    |

### Professionnelles
Légende :
| Leader de la ligue |

gras = ses meilleures performances

#### Saison régulière
| Saison    | Équipe    | Matchs | Titul. | Min./m | % Tir | % 3pts | % LF  | Rbds/m. | Pass/m. | Int/m. | Ctr/m. | Pts/m. |
| --------- | --------- | ------ | ------ | ------ | ----- | ------ | ----- | ------- | ------- | ------ | ------ | ------ |
| 2019-2020 | Chicago   | 2      | 0      | 3,0    | 66,7  | 0,0    | 100,0 | 0,50    | 0,00    | 0,00   | 0,00   | 2,50   |
| 2020-2021 | Miami     | 39     | 0      | 13,0   | 45,5  | 33,8   | 66,7  | 1,05    | 0,62    | 0,28   | 0,05   | 6,05   |
| 2021-2022 | Miami     | 68     | 16     | 23,3   | 44,1  | 41,0   | 79,2  | 2,97    | 1,35    | 0,41   | 0,24   | 10,60  |
| 2022-2023 | Miami     | 80     | 33     | 28,4   | 41,0  | 35,0   | 87,6  | 3,23    | 2,14    | 0,53   | 0,15   | 11,54  |
| 2023-2024 | Cleveland | 70     | 70     | 32,0   | 41,8  | 35,1   | 79,4  | 4,83    | 4,04    | 0,91   | 0,41   | 12,19  |
| Carrière  | Carrière  | 259    | 119    | 25,5   | 42,4  | 36,5   | 81,1  | 3,24    | 2,20    | 0,56   | 0,23   | 10,57  |

#### Playoffs
| Saison   | Équipe    | Matchs | Titul. | Min./m | % Tir | % 3pts | % LF  | Rbds/m. | Pass/m. | Int/m. | Ctr/m. | Pts/m. |
| -------- | --------- | ------ | ------ | ------ | ----- | ------ | ----- | ------- | ------- | ------ | ------ | ------ |
| 2021     | Miami     | 2      | 0      | 3,0    | 0,0   | 0,0    | 0,0   | 0,00    | 0,00    | 0,00   | 0,00   | 0,00   |
| 2022     | Miami     | 18     | 18     | 29,0   | 37,4  | 33,1   | 72,2  | 4,06    | 2,11    | 0,78   | 0,44   | 10,89  |
| 2023     | Miami     | 23     | 23     | 28,2   | 40,2  | 31,9   | 80,0  | 3,61    | 1,43    | 0,35   | 0,30   | 9,35   |
| 2024     | Cleveland | 12     | 12     | 36,1   | 40,8  | 34,7   | 100,0 | 5,33    | 2,92    | 0,75   | 0,00   | 9,50   |
| Carrière | Carrière  | 55     | 53     | 29,3   | 39,2  | 33,0   | 79,2  | 4,00    | 1,93    | 0,56   | 0,27   | 9,55   |

## Records sur une rencontre en NBA
Les records personnels de Max Strus en NBA sont les suivants, :
| Type de statistique        | Saison régulière | Saison régulière        | Saison régulière | Playoffs | Playoffs                | Playoffs      |
| Type de statistique        | Record           | Adversaire              | Date             | Record   | Adversaire              | Date          |
| -------------------------- | ---------------- | ----------------------- | ---------------- | -------- | ----------------------- | ------------- |
| Points                     | 32               | @ Magic d'Orlando       | 17 décembre 2021 | 20       | 2 fois                  | 2 fois        |
| Paniers marqués            | 11               | @ Magic d'Orlando       | 17 décembre 2021 | 7        | 4 fois                  | 4 fois        |
| Paniers tentés             | 24               | @ Wizards de Washington | 18 novembre 2022 | 16       | @ Hawks d'Atlanta       | 24 avril 2022 |
| Paniers à 3 points réussis | 9                | @ Celtics de Boston     | 31 janvier 2022  | 5        | 2 fois                  | 2 fois        |
| Paniers à 3 points tentés  | 17               | 2 fois                  | 2 fois           | 14       | @ Hawks d'Atlanta       | 24 avril 2022 |
| Lancers francs réussis     | 6                | 2 fois                  | 2 fois           | 5        | Knicks de New York      | 12 mai 2023   |
| Lancers francs tentés      | 8                | @ Pistons de Détroit    | 19 décembre 2021 | 6        | Knicks de New York      | 12 mai 2023   |
| Rebonds offensifs          | 5                | Thunder d'Oklahoma City | 10 janvier 2023  | 3        | 2 fois                  | 2 fois        |
| Rebonds défensifs          | 12               | @ Nets de Brooklyn      | 25 octobre 2023  | 9        | 2 fois                  | 2 fois        |
| Rebonds totaux             | 12               | 2 fois                  | 2 fois           | 11       | @ 76ers de Philadelphie | 12 mai 2022   |
| Passes décisives           | 11               | Hornets de Charlotte    | 14 avril 2024    | 9        | @ Celtics de Boston     | 15 mai 2024   |
| Interceptions              | 4                | 2 fois                  | 2 fois           | 3        | @ 76ers de Philadelphie | 6 mai 2022    |
| Contres                    | 2                | 8 fois                  | 8 fois           | 2        | 2 fois                  | 2 fois        |
| Balles perdues             | 5                | 3 fois                  | 3 fois           | 5        | Magic d'Orlando         | 20 avril 2024 |
| Minutes jouées             | 45               | @ Wizards de Washington | 18 novembre 2022 | 45       | @ Celtics de Boston     | 15 mai 2024   |

- Double-double : 9 (dont 2 en playoffs)
- Triple-double : 1

Dernière mise à jour : 3 juin 2024